# Altenberg (Bergisches Land)
Altenberg (Ausspracheⓘ) ist ein nördlich gelegener Ortsteil der Gemeinde Odenthal im Rheinisch-Bergischen Kreis und war der erste Stammsitz der Grafen von Berg. Sie konnten sich um ihre Residenz im Laufe der Zeit ein Herrschaftsgebiet schaffen, das zum Herzogtum Berg wurde und auf das die Bezeichnung Bergisches Land zurückgeht.

## Geschichte

### Römische Zeit
Theodor Mommsen erwähnt in seiner „Römischen Geschichte“ Altenberg als Fundort: „Der in Altenberg (Kreis Mülheim) am Dhünnfluß  gefundene Altarstein eines Privaten ist fast das einzige Zeugnis römischer Einwohnerschaft in diesen Gegenden. Es ist dies um so bemerkenswerter, als das Aufblühen von Köln, wenn hier nicht besondere Hindernisse im Wege gestanden hätten, die römische Zivilisation von selber weithin auf das andere Ufer getragen haben würde.“

### Mittelalter
Burg Berge bei Altenberg war der Stammsitz der danach benannten Grafen von Berg. 1133 überließen die Grafen den Platz, auf dem ihre alte Stammburg stand, den Zisterzienser-Mönchen der Abtei Morimond in Burgund, um zu einer neuen Burg oberhalb der Wupper umzusiedeln. Diese Burg, die heute als Schloss Burg bekannt ist, hieß zur Abgrenzung zu dem alten Stammsitz Burg Neuenberge, die alte Burg demgemäß Burg Altenberge. Die Mönche gründeten auf dem Gelände der alten Burg ein Tochterkloster, die Abtei Altenberg, die aber schon nach kurzer Zeit wenige hundert Meter weiter ins Tal an die Dhünn verlegt wurde. Der Name der Abtei und der alten Burg gingen schließlich auf die Siedlung über.

### Neuzeit

Die Abtei Altenberg auf einem Kupferstich von Johann Jakob Sartor (1707)

Carl Friedrich von Wiebeking benennt die Hofschaft auf seiner Charte des Herzogthums Berg 1789 als Altenberg. Aus ihr geht hervor, dass Altenberg zu dieser Zeit Teil von Oberkirspel (oberes Kirchspiel) in der Herrschaft Odenthal war.
Unter der französischen Verwaltung zwischen 1806 und 1813 wurde die Herrschaft aufgelöst und Altenberg wurde politisch der Mairie Odenthal im Kanton Bensberg zugeordnet. 1816 wandelten die Preußen die Mairie zur Bürgermeisterei Odenthal im Kreis Mülheim am Rhein.
Der Ort ist auf der Topographischen Aufnahme der Rheinlande von 1824 und auf der Preußischen Uraufnahme von 1840 als Altenberg verzeichnet. Ab der Preußischen Neuaufnahme von 1892 ist er auf Messtischblättern regelmäßig als Altenberg verzeichnet. Altenberg gehörte zur katholischen Pfarrei Odenthal, bis es 1915 als eigene Katholische Pfarrgemeinde St. Mariä Himmelfahrt abgepfarrt wurde mit dem Dom Unserer Lieben Frau zu Altenberg als Pfarrkirche. 1950 wurde Altenberg eigenständige evangelische Pfarrgemeinde.
| Jahr | Einwohner | Wohngebäude | Kategorie                 |
| ---- | --------- | ----------- | ------------------------- |
| 1822 | 12        |             | Ackergut und Fabrikstätte |
| 1830 | 16        |             | Ackergut und Tuchfabrik   |
| 1845 | 141       | 27          | Ackergut                  |
| 1871 | 187       | 26          | Dorf                      |
| 1885 | 196       | 30          | Ortschaft                 |
| 1895 | 154       | 27          | Ortschaft                 |
| 1905 | 107       | 22          | Ortschaft                 |

## Altenberger Dom
In Altenberg steht heute noch der 1259 begonnene hochgotische Altenberger Dom, die Klosterkirche der ehemaligen Abtei Altenberg, der auf Grund seiner Größe und äußeren Ansicht Dom genannt wird, aber nie Bischofssitz war. Seit 1856 ist der Altenberger Dom eine Simultankirche und wird sowohl von der evangelischen als auch von der katholischen Gemeinde für Gottesdienste genutzt. Außerdem finden regelmäßig Konzerte dort statt.
Der Dom ist im Besitz des Landes Nordrhein-Westfalen, das auch die 2006 abgeschlossenen umfangreichen Sanierungsarbeiten finanzierte. Am 25. August 2006 fand ein ökumenischer Gottesdienst und Staatsakt zum Ende der zwölfjährigen Restaurierung im Beisein von Kardinal Joachim Meisner, Erzbischof von Köln, Nikolaus Schneider, Präses der Evangelischen Kirche im Rheinland, und Ministerpräsident Jürgen Rüttgers statt.
Der Altenberger Dom ist heute auch ein beliebter Ort für Hochzeiten. Beim Weltjugendtag 2005 in Köln diente er als Katechese-Ort für die Pilger. Jährlich am 1. Mai ist Altenberg Ausgangspunkt für das Altenberger Licht, eine internationale Lichtstafette des Friedens. Zum Ende der Motorradsaison findet jedes Jahr ein großer ökumenischer Gottesdienst für Motorradfahrer statt. Die Anfahrt hierzu gestaltet sich in einem Motorradkorso mit mehreren tausend Teilnehmern von Köln nach Altenberg.

## Sonstige Einrichtungen
Seit 1926 besteht auf dem Gelände der ehemaligen Abtei neben dem Dom die Jugendbildungsstätte Haus Altenberg, ursprünglich die Zentrale der Katholischen Jugend in Deutschland und heute eine Einrichtung der Erzdiözese Köln.

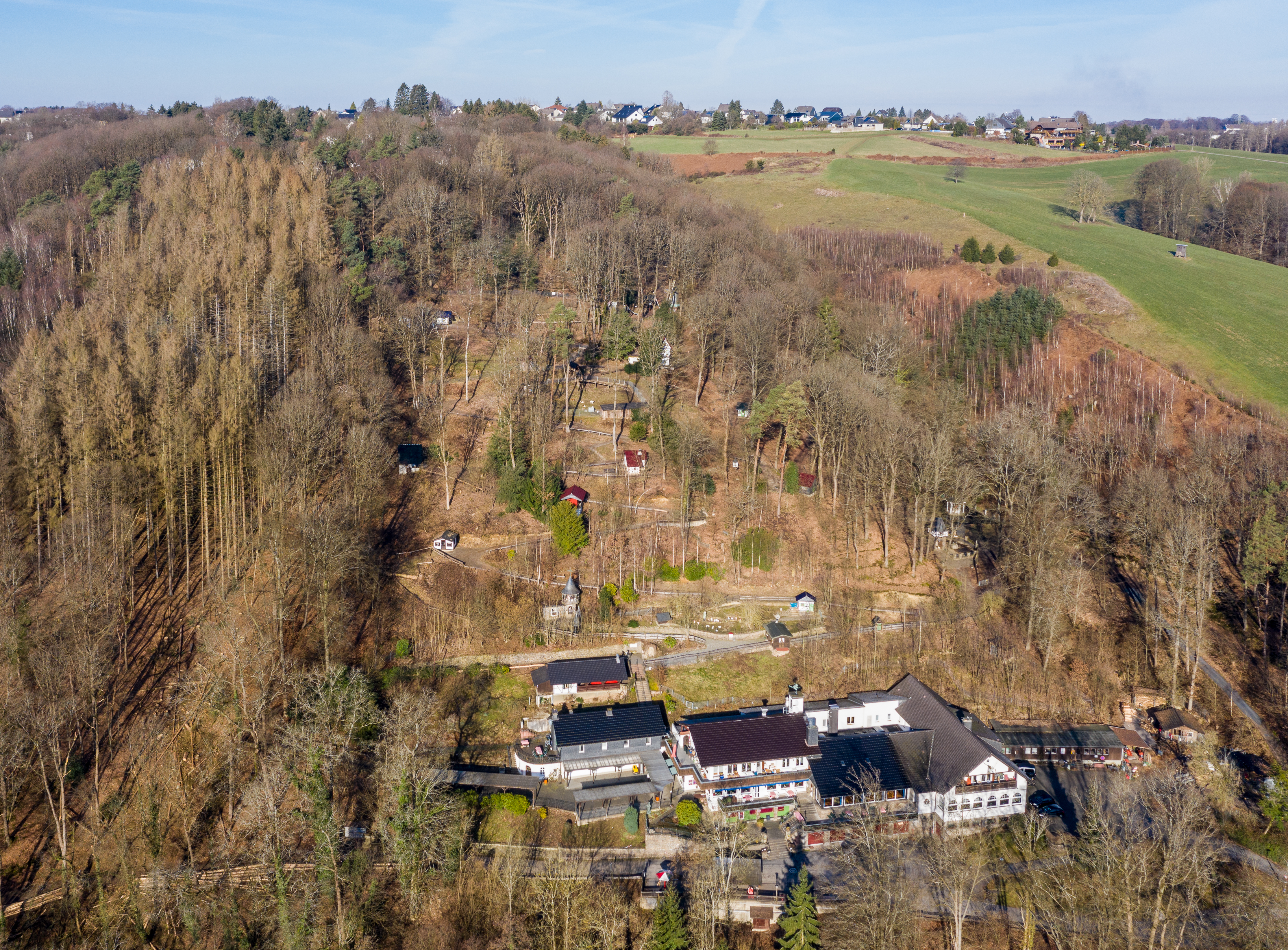
Märchenwald Altenberg

In Altenberg liegt auch der so genannte Märchenwald Altenberg, in dem viele deutsche Märchen in Hütten und Figuren dargestellt sind. In einem angrenzenden Lokal gibt es eine Wasserorgel. Der Märchenwald ist ein traditionelles Ziel für Klassen- und Familienausflüge aus dem Raum Köln und dem Bergischen Land. Ebenfalls ist Altenberg als Ausgangspunkt für Wanderungen beliebt.
Mit dem SV Altenberg ist in Altenberg der einzige Fußballverein der Gemeinde Odenthal zu Hause.